# Francisco Brotons Vives
Francisco Brotons Vives   (Jaén, 1821 - València, març 1880) va ser un advocat i polític valencià, alcalde de València i president de la Diputació de València en el segle xix.
El 1844 es va llicenciar en dret a la Universitat de València, i el 1843 fou diputat provincial pel Partit Progressista. Tot i això, després del fracàs de la vicalvarada el 1856 fou escollit regidor de l'ajuntament de València per la Unió Liberal. Va compaginar els seus càrrecs polítics amb la tasca d'advocat consultor de la Batllia General del Reial Patrimoni de València, i fou alcalde de València des de gener de 1861 fins a juliol de 1864. Alhora, el 1862 fou diputat provincial per Morvedre i el 1865 fou president del Consell Provincial.
Després de la revolució de 1868 fou escollit novament diputat provincial per Gandia, però renuncià uns mesos més tard. Després del pronunciament de Sagunt de 1874 fou nomenat diputat provincial pel governador civil. Fou novament escollit el març del 1877 pel districte de Xelva i el 1878 fou escollit president de la Diputació de València.